# Dave Christiani

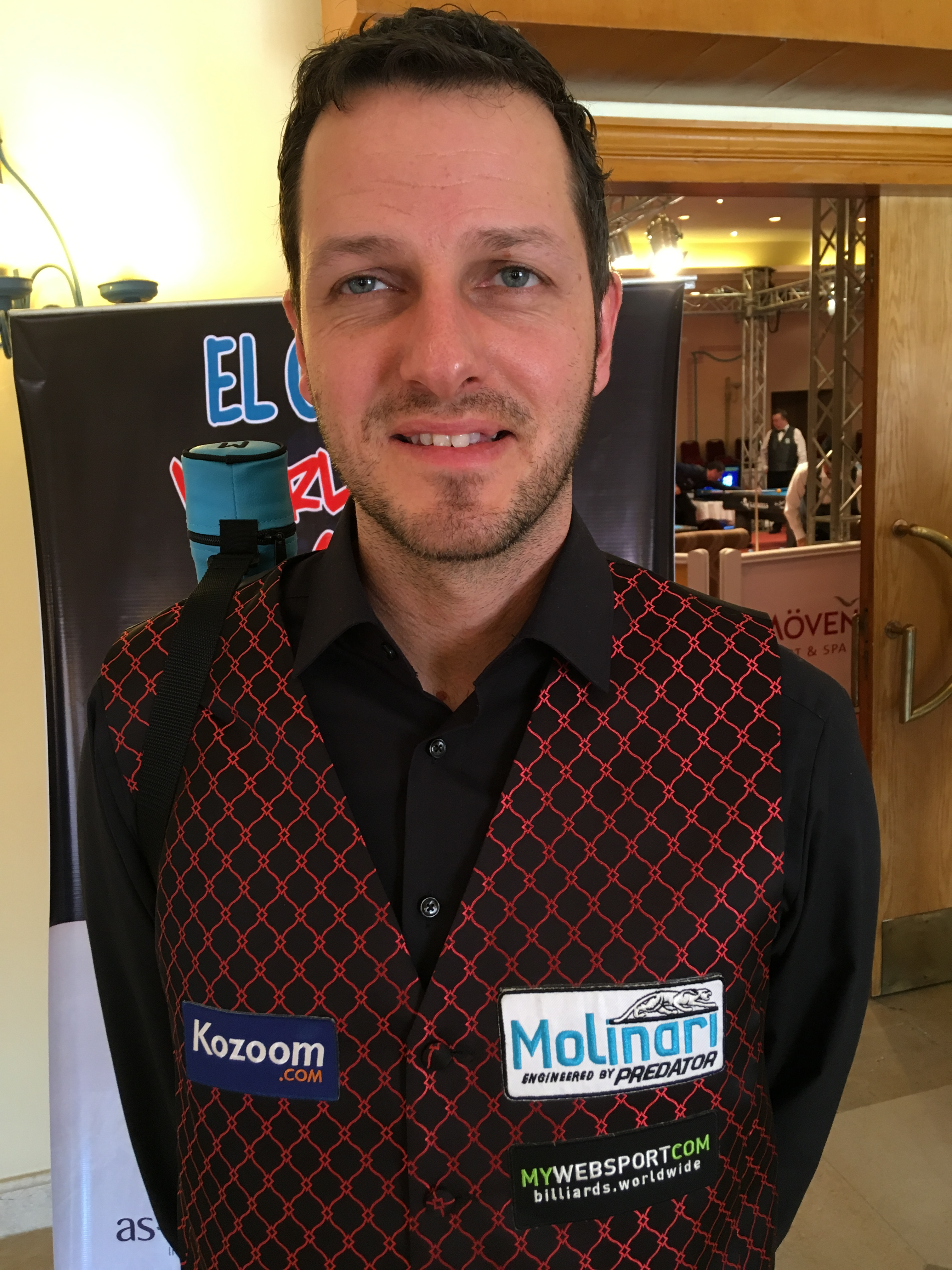
Dave Christiani

Dave Christiani (Heerlen, 18 juli 1979) is een Nederlandse carambolebiljarter. 
Hij is op 8-jarige leeftijd begonnen met biljarten in Kerkrade waar hij de eerste 30 jaar van zijn leven heeft gewoond. 
Hij won veel Nederlandse en vier Europese jeugdtitels. 
Hij speelde eerst de korte spelsoorten en stapte in 2003 over naar het driebanden. 

## Europese titel
- Europees kampioen ankerkader 47/2 in 2003 (finale in één beurt uitgespeeld)

## Nederlandse titels
- Nederlands kampioen bandstoten in 2011/12
- Nederlands kampioen libre in 2012/13
- Nederlands kampioen vijfkamp in 2011/12 en 2013/14